# Nathan Marsters
Nathan Marsters (ur. 28 stycznia 1980 w Grimsby, zm. 8 czerwca 2009 w West Lincoln) – kanadyjski hokeista, bramkarz.
Zmarł w wypadku samochodowym na ulicach West Lincoln 8 czerwca 2009.

## Kariera klubowa
- Louisiana IceGators (2004–2005)
- Portland Pirates (2005–2006)
- Augusta Lynx (2006–2007)
- Laredo Bucks (2007)
- Wheeling Nailers (2007)
- EC Graz 99ers (2007–2008)
- Krefeld Pinguine (2008)